# Сташук Ігор Іванович
Ігор Іванович Сташук (нар. 16 листопада 1992) — український футбольний арбітр. У 2019 році розпочав обслуговувати футбольні матчі чемпіонату України у першій лізі.